# Ginalloa helferi
Ginalloa helferi là một loài thực vật có hoa trong họ Santalaceae. Loài này được Kurz mô tả khoa học đầu tiên năm 1871.